# Gonocorismo
O gonocorismo (forma adjetiva: gonocorístico ou gonocórico), ou dioicia (forma adjetiva: dióica), se refere ao fenômeno no qual organismos possuem os sexos separados, ou seja, cada espécime é exclusivamente macho ou fêmea, produzindo, respectivamente, gametas masculinos e gametas femininos.

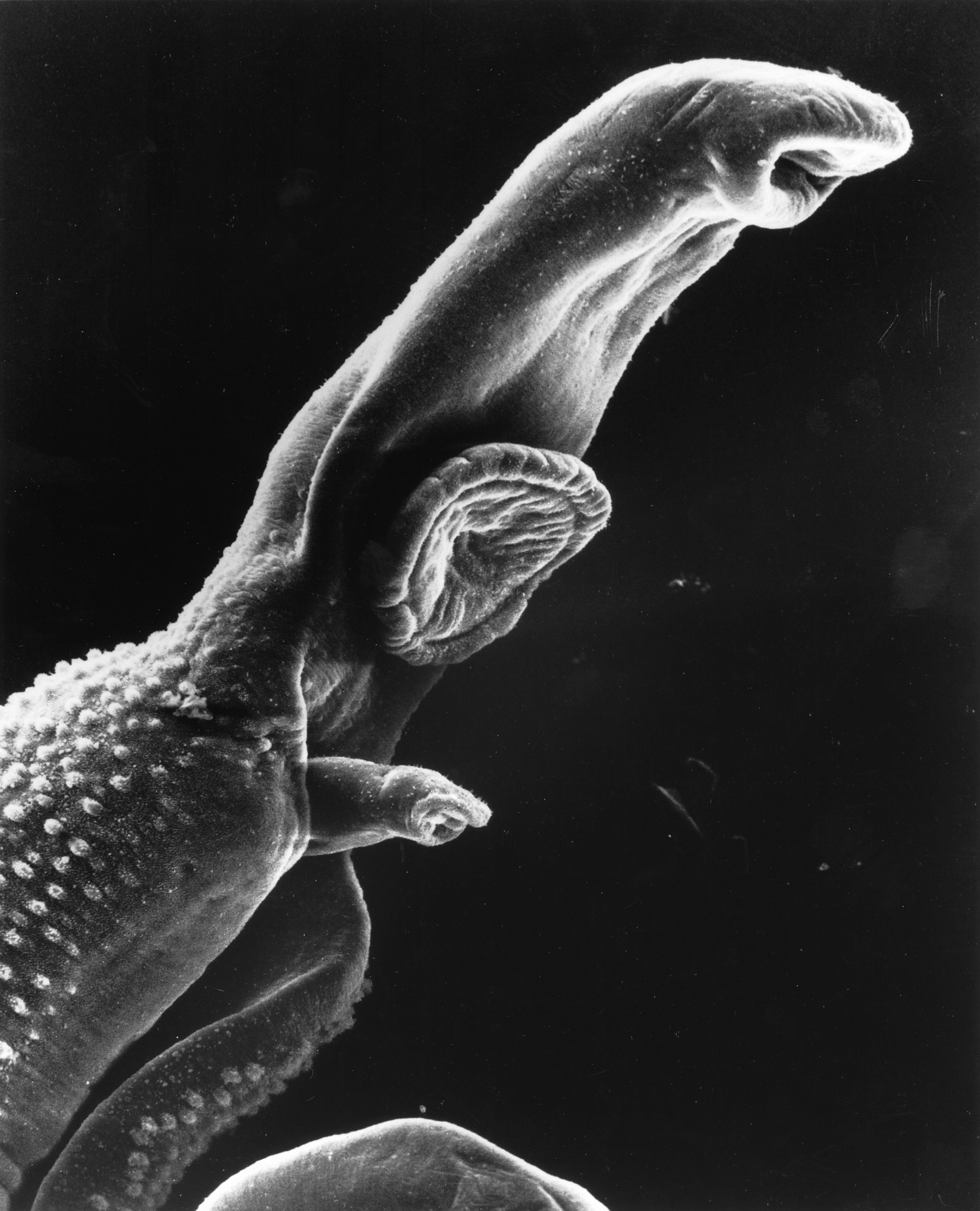
Ao contrário da maioria dos Platyhelminthes, os Schistosoma são gonocóricos (na imagem a fêmea pode ser vista emergindo do canal ginecofórico do macho, situado imediatamente abaixo da ventosa ventral). (Autores: Bruce Wetzel & Harry Schaefer).

## Gonocorismo em invertebrados

### Filo Porifera
Todos os poríferos são capazes de realizar reprodução sexuada, entretanto, muitos detalhes desse processo são desconhecidos, porque, como as esponjas não têm órgãos, não existem gônadas. Os gametas são formados a partir da diferenciação de células somáticas e ficam dispersos por todo o meso-hilo.
Grande parte das esponjas é hermafrodita. Entretanto, em algumas espécies, os organismos parecem ser, permanentemente, machos ou fêmeas, enquanto, em outras, alguns organismos são gonocóricos e outros, da mesma população, são hermafroditas.
Coanócitos ou arqueócitos sofrem meiose e uma série de alterações celulares até se transformarem em ovócitos e espermatozoides, respectivamente.
A reprodução em várias espécies parece estar associada à temperatura da água, sendo a liberação de gametas ou larvas ativada por sinais endógenos e exógenos. Uma vez liberados os gametas na coluna d’água, as esponjas situadas ao longo do sentido da corrente os notam e começam a liberar seus gametas também, podendo ocorrer fecundação interna ou externa.

### Filo Cnidaria
Os cnidários são essencialmente dioicos, ou seja, têm sexos separados. Muitas espécies liberam os gametas diretamente no meio e a fecundação ocorre por encontro casual. No entanto, algumas espécies utilizam diferentes mecanismos para maximizar o encontro dos gametas.

#### Subfilo Anthozoaria

##### Classe Anthozoa
Os antozoários são tipicamente gonocoristas, embora a maioria dos corais escleractíneos seja hermafrodita. As gônadas localizam-se na gastroderme de todos ou de apenas alguns mesentérios, na forma de almofadas longitudinais em faixa, por trás do filamento mesentérico.
A fecundação pode ocorrer internamente, mas, na maioria das espécies, ocorre externamente, em mar aberto. Os ovócitos são livres ou, ocasionalmente, acumulados em massas gelatinosas. Em geral, os espermatozoides estão equipados com estruturas flagelares e mitocondriais apropriadas à propulsão dos gametas até os ovócitos, embora as diferenças estruturais entre os espermatozoides dos antozoários sejam notáveis.

#### Subfilo Medusozoa

##### Classe Hydrozoa
Todas as medusas se reproduzem sexuadamente, sendo a maior parte delas gonocórica. Os óvulos e espermatozoides originam-se de células intersticiais epidérmicas ou gastrodérmicas, que migram em direção a locais específicos da epiderme. Chegando lá, essas células aglutinam-se para formar uma gônada. Todavia, as gônadas são apenas agregados de gametas em desenvolvimento e estão localizadas abaixo do canais radiais, na epiderme do manúbrio. 

##### Classe Scyphozoa
Com poucas exceções, os cifozoários são dioicos, tendo suas gônadas localizadas na gastroderme. O tecido que forma os gametas das cifomedusas adultas sempre deriva da gastroderme, geralmente do assoalho das bolsas gástricas, e os gametas são normalmente liberados pela boca. A fecundação ocorre no mar aberto, ou nas bolsas gástricas da fêmea.

### Filo Ctenophora
Com exceção de duas espécies gonocóricas do gênero Ocyropsis, todas as espécies de ctenóforos são hermafroditas.

### Filo Xenacoelomorpha
A maioria dos acelos é constituída de hermafroditas.

### Filo Chaetognatha
Os quetognatos são hermafroditas.

### Filo Platyhelminthes
A maioria dos platelmintes são hermafroditas e apresenta sistema reprodutor complexo.

### Filo Gastrotricha
A maioria das espécies de gastrótricos é hermafrodita.

### Filo Nemertea
No que diz respeito à reprodução sexuada, a maioria dos nemertinos é dioica, porém, casos de hermafroditismo também são conhecidos.
As gônadas derivam do tecido mesenquimal, dispondo-se como duas fileiras que flanqueiam o intestino. Elas formam estruturas pareadas, geralmente arredondadas e posicionadas alternadamente com os divertículos intestinais, no sentido longitudinal.
A liberação dos gametas pode envolver estímulos químicos liberados na água pelos próprios animais, precedida ou não pelo contato físico entre os vermes.

### Filo Mollusca

#### Classe Solenogastres/Neomeniomorpha
Os Solenogastres são hermafroditas.

#### Classe Caudofoveata/Chaetodermomorpha
Os Caudofoveata são dioicos, com gônadas dorsais, que desembocam no pericárdio. Deste, os gametas são transportados, por meio de gonodutos, para a cavidade palial, de onde são liberados. A fecundação, portanto, é externa.

#### Classe Polyplacophora
A maioria dos quítons é dioica, com um par de gônadas dorsais fundidas, localizadas na região mediana do corpo, anteriormente à cavidade pericárdica. A fecundação é externa, ou ocorre na cavidade do manto das fêmeas e os gametas são liberados por gonóporos, localizados no sulco palial, logo à frente dos nefridióporos.

#### Classe Monoplacophora
Os moluscos monoplacóforos são dioicos e apresentam dois pares de gônadas, localizadas no meio do corpo, um a cada lado do intestino. As gônadas são conectadas via gonodutos com o segundo e o terceiro par de metanefrídios, pelos quais os gametas são liberados. Assim, ocorre, provavelmente, fertilização externa.

#### Classe Gastropoda
A maioria dos gastrópodes é gonocórica, mas algumas espécies são hermafroditas. Os diotocárdios têm uma gônada única, pós torsional direita, que se abre através do metanefrídio direito e os gametas são liberados pelo nefridióporo para fertilização externa. Nos monotocárdios, a gônada tem um ducto genital glandular, que corre paralelo ao reto; a fertilização é interna.

#### Classe Cephalopoda
Os cefalópodes são dioicos e apresentam uma gônada localizada na região posterior da massa visceral. Nos machos, os espermatozoides são conduzidos, por meio do vaso deferente, do testículo para a vesícula seminal, onde são aglutinados e encapsulados em espermatóforos, que são armazenados no saco de Needham. 
As fêmeas de cefalópodes têm um único ovário e um ou dois ovidutos (as lulas têm um, e os polvos, dois). Uma região do oviduto é modificada em uma glândula oviducal, que secreta uma membrana protetora ao redor de cada ovócito.
Os ovos são fecundados à medida que saem do oviduto, ficando geralmente aderidos a pedras ou a outros substratos.

#### Classe Bivalvia
Os bivalves podem ser gonocóricos ou hermafroditas, sendo que a maioria é gonocórica.
Apresentam um par de gônadas unidas. Nos bivalves que se enterram, elas se localizam geralmente dentro do pé, envolvendo parte do intestino. Nas espécies da epifauna, como as da família Pectinidae, essas gônadas ficam fora do pé.
A fecundação é externa, na maioria dos bivalves marinhos, e interna, na maior parte dos de água doce. Os óvulos se precipitam para dentro dos tubos aquíferos das brânquias, onde são fecundados por espermatozoides, que entram com a corrente inalante da água.

#### Classe Scaphopoda
Os escafópodes são animais dioicos e apresentam uma única gônada grande e anterior, ligada ao metanefrídio direito, que libera os gametas pelo seu nefridióporo. A fecundação é externa.

### Filo Annelida
Os integrantes do filo Annelida são primitivamente animais gonocóricos, que liberam gametas através dos seus metanefrídios. As gônadas segmentares são agregados submesoteliais de células germinativas, que são liberadas e armazenadas nas cavidades celômicas (em indivíduos sexualmente maduros, as cavidades celômicas encontram-se completamente preenchida por gametas). Embora a maioria dos anelídeos seja gonocorística, o hermafroditismo é conhecido em alguns grupos, mas é encontrado, principalmente, em todos os clitelados.

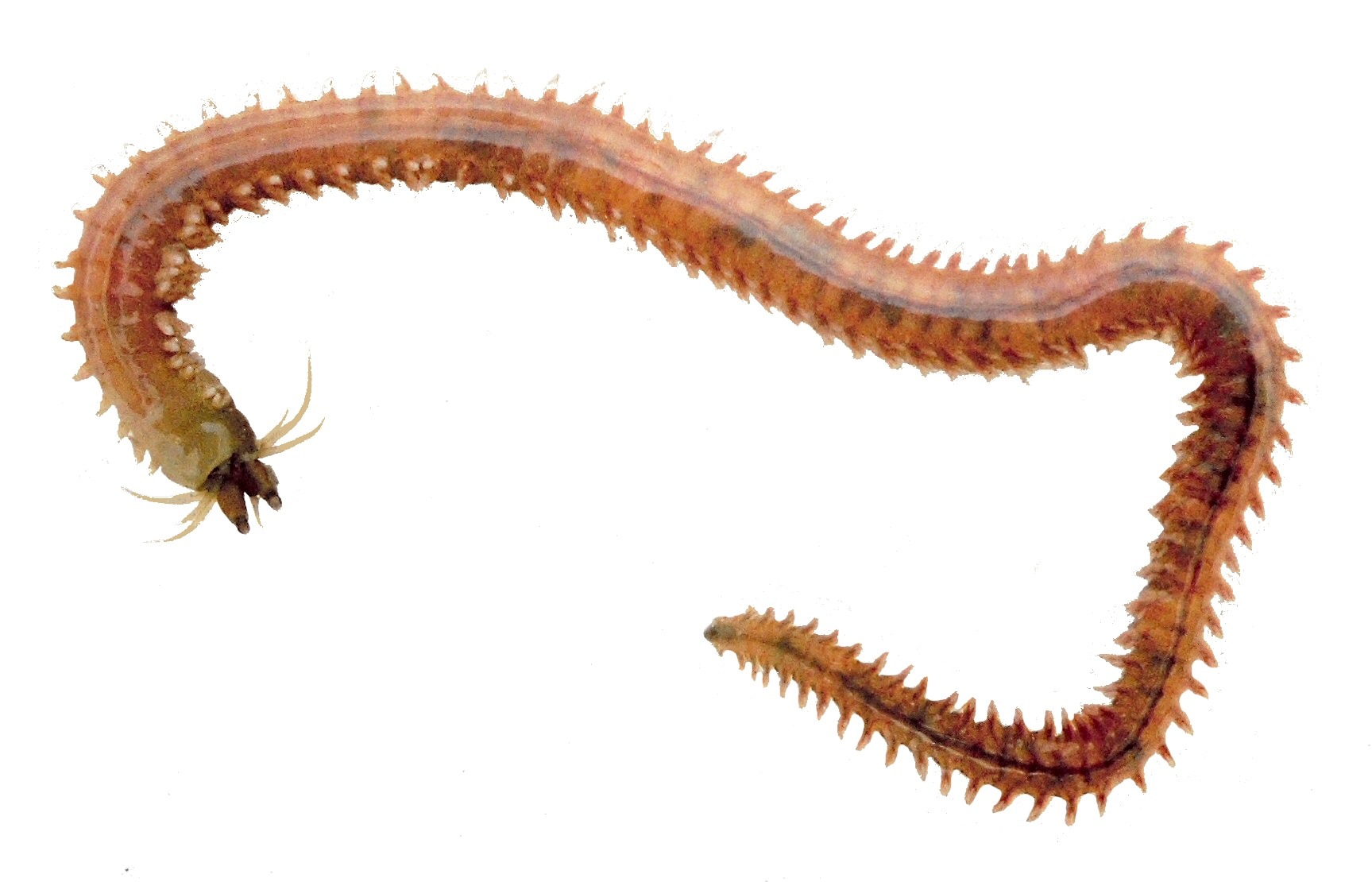
Representante da classe Polychaeta. (Autor: Arnstein Rønning).

#### Classe Polychaeta
A maioria das espécies de poliquetos é gonocórica, com exceção de alguns sabelídeos, serpulídeos, certos nereidídeos de água doce e alguns outros clados, que são hermafroditas. Nos gonocóricos, as gônadas não são órgãos definidos, e sim massas de gametas em desenvolvimento, a partir de projeções do peritônio, em diferentes partes dos segmentos. Assim, a formação dos gametas pode ocorrer por todo o corpo, por proliferação dessas células peritoniais e  liberação das mesmas no celoma na forma de gametogônias ou gametócitos primários. 
Argumenta-se que os representantes de Annelida ancestrais fossem todos dioicos e que todos os seus segmentos fossem férteis, sem a diferenciação de gônadas. Por isso, em muitas formas, como nereídeos e eunicídeos, a maioria dos segmentos do tronco é fértil, o que permite a formação dos gametas ao longo do corpo todo. O mesmo não ocorre quando há regionalizações no corpo, como toráx e abdômen, quando  a produção de gametas costuma estar restrita a uma região (ou alguns segmentos) específica. Membros de Amphitrite (família Terebellidae), por exemplo, têm poucos segmentos férteis, no toráx; nos Arenicola (família Arenicolidae), há apenas seis segmentos férteis. Já os Capitelideos, por outro lado, apresentam um par de gonodutos por segmento, associados aos nefrídeos, ao longo do corpo, embora estes animais apresentem tórax e abdômen diferenciados.
Os gametas são liberados no celoma em forma de gametogônia, ou gametócitos primários, e maturam ali mesmo, no líquido celomático. Em Spirobranchus (família Serpulidae), é possível ver, por transparência, os óvulos, nas fêmeas, que lhes dão uma coloração rosada, e os espermatozoides, nos machos, que dão uma coloração esbranquiçada ao abdômen. Ao final, quando o verme está maduro, o celoma fica repleto de óvulos ou espermatozóides.

##### Epitoquia
É um fenômeno reprodutivo característico de poliquetas, como nos grupos de silídeos, nereidídeos e eunicídeos, e consiste na formação de  vermes sexualmente reprodutivos, denominados epítocos, originados de indivíduos não reprodutivos, denominados átocos.
Os epítocos, que possuem celoma totalmente preenchido por gametas, são capazes de nadar do fundo para a coluna d’água, onde liberam seus gametas. 

Átoco de Platynereis dumerilii. (Autor: Martin Gühmann).

Em períodos reprodutivos, ou os indivíduos átocos sofrem metamorfose e transformam-se em epítocos, o que caracteriza a epigamia. Nas formas epigâmicas, como os nereidídeos, o animal se modifica e se transforma num "heteronereidídeo", com olhos maiores do que o átoco, parapódios também maiores, com função natatória, e segmento posteriores intumecidos e cheios de gametas, enquanto internamente, o trato digestivo é atrofiado, liberando mais espaço para os gamentas. Outros produzem epítocos de forma assexuada, por mecanismo clonal, com o objetivo exclusivo de participarem da reprodução sexuada, um processo conhecido como esquizogamia, como ocorre com os silídeos. A produção de epítocos por esquizogamia normalmente ocorre de forma linear ou lateral ao corpo do átoco, ocorrendo a liberação das formas sexuais, após a maturação das mesmas. Em Trypanosyllis aurantiacus, por exemplo, que habita o litoral sul de São Paulo, a produção de epítocos se dá por tufos de estolões epítocos, brotando a partir da extremidade posterior do corpo.

Epítoco fêmea de Platynereis dumerilii. (Autor: Martin Gühmann).

Na fase átoca, os indivíduos têm uma existência de vida livre e bentônica, enquanto na fase epítoca, eles apresentam alterações morfológicas e fisiológicas a fim de se tornarem aptos para viver de forma planctônica na coluna d’água. Entre essas alterações, notam-se a presença de olhos grandes, parapódios, antenas e cirros ao longo do corpo mais desenvolvidos, e cerdas adaptadas para natação, enquanto internamente, ocorre a degenaração da maioria dos sistemas; assim, esses indivíduos  são meros "sacos de gametas", com grande capacidade natatória.
A epitoquia é controlada por neurossecreções e a migração de epítocos para coluna d'água é uma estratégia que visa a sincronização da desova em uma população.

##### Cópula
Embora seja pouco comum, em alguns grupos ocorre cópula com nefrídios e cirros parapodiais convertidos em receptáculos seminais. Em algumas dessas espécies, os vermes podem desenvolver até mesmo cerdas ou parapódios copulatórios.

##### Liberação dos gametas e fecundação

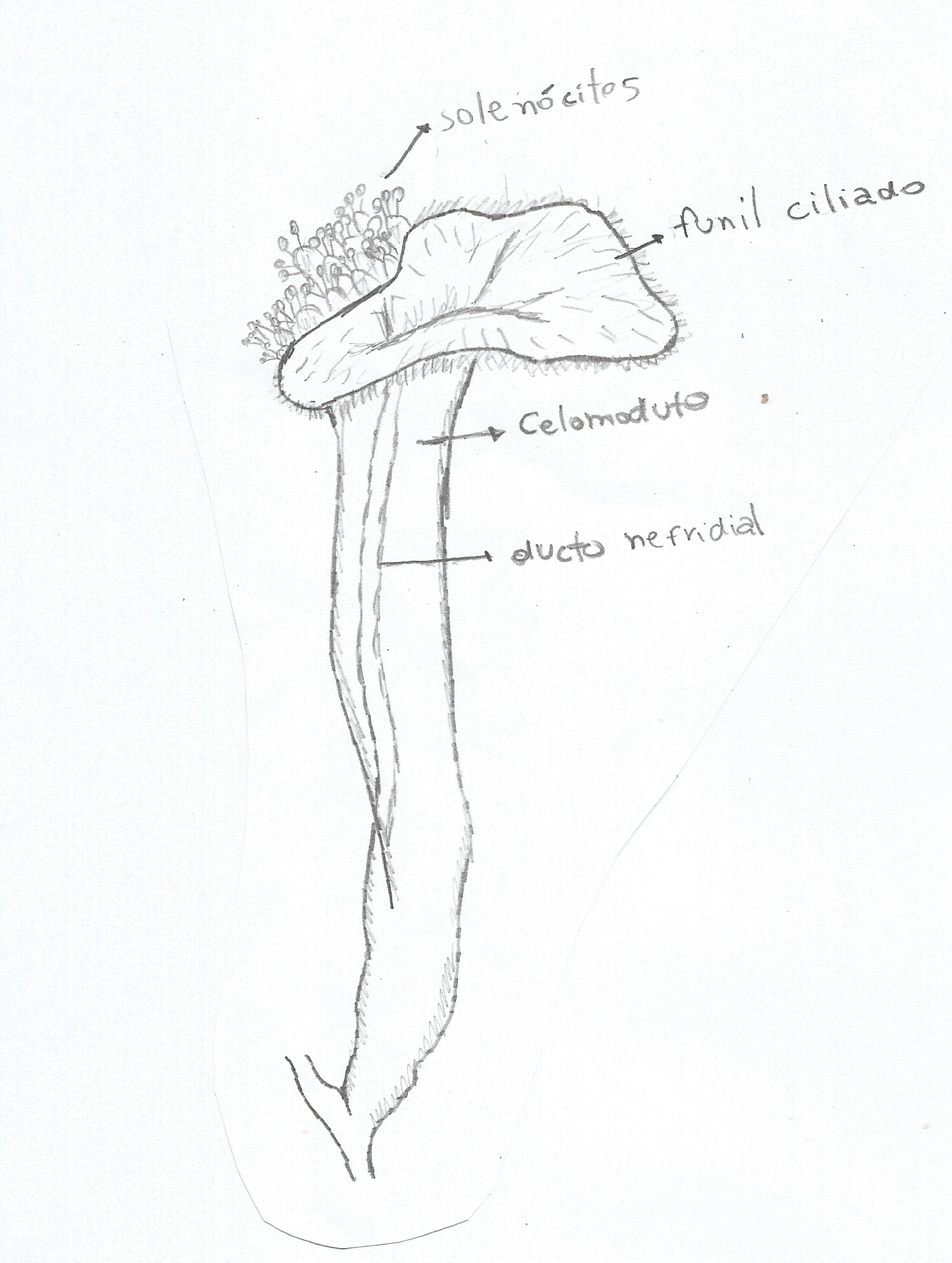
Mixonefrídeo de Phyllodoce paretti, modificado de Barnes (1990).

Por mais que a ruptura do corpo do genitor, como forma de liberação dos gametas, seja muito comum em alguns silídeos, eunicídeos  ou nereidídeos, as maneiras pelos quais os gametas são liberados são diversas. Na ruptura da parede do corpo, após a liberação dos gametas, noticia-se a morte do indivíduo parental. Esse processo é comumente realizado por epítocos formados por epigamia, e, quando não acontece a ruptura, os indivíduos liberam os gametas por nefridióporos. Nesse último caso, o animal permanece vivo e, frequentemente, evidencia-se a reversão à forma de vida átoca após o período de reprodução, como em alguns sílideos e nereídeos.
Em certos poliquetas, como alguns silídeos e espionídeos, os metanefrídios são a estrutura usada como gonoduto, caso acumulem função excretora; já em outros, identificam-se estruturas específicas: o gonodutos ou celomodutos, que podem ter uma espécie de funil ciliado que capta os gametas. O celomoduto também pode se juntar ao nefrídio, de maneira que os gametas deixam o corpo pelo nefridióporo. Quanto a certos nereidídios, de maneira mais rara, os espermatozoides podem sair através de uma abertura especial no ânus.
Como muitas espécies liberam seus gametas, ovócitos e espermatozoides, na coluna d'água, a fecundação nesses animais é externa e seguida de desenvolvimento indireto com larvas trocóforas planctotróficas.
As espécies que não liberam seus gametas na água apresentam padrões de história de vida mistos. Dentre estes, pode ocorrer fecundação interna, seguida de incubação,ocorrendo esta no interior dos tubos, ou na superfície do corpo, por vezes aderidos a cerdas capilares (alguns silídeos, espionídeos e serpulídeos). Também pode ocorrer formação de cápsulas de ovos flutuantes. Na formas que incubam seus ovos, geralmente, os embriões são liberados como larvas trocóforas lecitotróficas livre natantes.

#### Classe Clitellata
Todas as espécies, até hoje descritas, da classe Clitellata são hermafroditas, contando com a subclasse Oligochaeta e a subclasse Hirudinea, sem exceções.

### Filo Entoprocta
A maioria dos entoproctos é hermafrodita, embora também existam espécies dioicas e protândricas. As formas coloniais, geralmente apresentam zooides gonocorísticos, sendo que essas colônias podem conter apenas um ou ambos os sexos. As suas gônadas estão situadas logo abaixo da superfície do átrio, um gonoduto curto estende-se até o átrio.

### Filo Cycliophora
O ciclo de vida dos Cycliophora é complexo, incluindo vários estágios sexuados e assexuados, mas a presença de machos e fêmeas indica gonocorismo. No ciclo de vida sexuado, o processo de reprodução não é bem-compreendido, bem como suas estruturas morfológicas. Há nas fêmeas um suposto gonóporo, circundado por cílios, localizados na posição medial da superfície ventral do corpo, embora não haja um canal evidente para a transferência dos espermatozoides. Já nos machos há um "pênis" ventroposteriormente,  entretanto sua efetiva função é incerta.

### Filo Gnathostomulida
Os Gnathostomulida são caracterizados principalmente por indivíduos hermafroditas.

### Filo Micrognathozoa
Acredita-se que as fêmeas de Micrognathozoa se reproduzam por partenogênese, pois os machos nunca foram encontrados, o que pode indicar a presença de gonocorismo. Não é descartada a existência de machos muito pequenos, que podem não ter sido detectados nas amostras até então analisadas. O sistema reprodutor é bastante simples, composto apenas por ovários pareados.

### Filo Rotifera
A maioria dos rotíferos é gonocorística; contudo, com exceção dos seisonídeos, os machos são reduzidos em abundância, tamanho e complexidade. 
O sistema reprodutivo do macho inclui um único testículo (nos seisonídeos, testículos pareados), um espermoduto e um gonóporo posterior, cuja parede geralmente é dobrada, de forma a constituir um órgão copulatório. Em alguns casos, existem glândulas prostáticas, na parede do espermoduto. Os machos têm vida curta e apresentam trato digestivo reduzido, sem qualquer comunicação com o trato reprodutivo.
O sistema feminino inclui um (Monogononta) ou dois (Bdelloidea) germovitelários sinciciais. Os ovócitos são produzidos no ovário e recebem vitelo diretamente do vitelário, antes de passarem ao longo do oviduto, até a cloaca; nos animais que perderam a parte intestinal do trato digestivo, o oviduto comunica-se diretamente com o exterior, por meio de um gonóporo. Nos seisonídeos, não há glândulas vitelinas.

### Filo Phoronida
Os foronídeos são hermafroditas ou dioicos. Na maioria dos animais dioicos, os ovos e espermatozoides são liberados diretamente na coluna d’água por meio dos metanefrídios. A gônada é transitória, formando-se como áreas espessadas do peritônio, ao redor do plexo hemal.

### Filo Bryozoa
As colônias, mas nem todos os autozooides, são hermafroditas. Algumas colônias apresentam autozooides diferenciados em machos e fêmeas, como nas espécies do gêneros Hippopodinella e Crisia, e com formatos muito diferentes.
O processo de gametogênese ocorre a partir da diferenciação de células germinativas do peritônio, nos autozooides férteis, que vão dar origem às gônadas. Estas podem estar localizadas sobre o peritônio, polipídio ou funículo.

### Filo Brachiopoda
A maioria das espécies de braquiópodes é gonocórica. As gônadas são massas de gametas em desenvolvimento, sob o mesotélio dos canais celômicos do manto, ou, nos linguliformes, nos mesentérios do trato digestório.
Os gametas são liberados na metacele e eliminados por meio do metanefrídio. Na maioria dos casos, os ovos e espermatozoides são liberados diretamente na coluna d’água e a fecundação é externa.

### Filo Nematomorpha
Os nematomorfos são gonocóricos, com fecundação interna dos ovos. 
Os adultos têm pares de gônadas cilíndricas, que ocupam quase toda a extensão do corpo, com abertura para a cloaca.

### Filo Nematoda
A maioria das espécies do filo Nematoda é dioica, com dimorfismo sexual, sendo os machos normalmente menores.
Em  relação  aos  órgãos  reprodutores,  as  fêmeas  podem  ter  uma  gônada (monodélficas), voltada para a região anterior (protodélfica), ou para a posterior (opistodélfica), ou duas gônadas (didélficas), uma voltada para a região anterior e outra para a posterior (anfidélfica). Seu aparelho reprodutivo consiste em um par de ovários, cada um com um oviduto, cuja extremidade proximal mais dilatada forma um receptáculo seminal. Cada oviduto forma um útero tubular alongado e alargado, os dois se unindo para formar a vagina, a qual se abre externamente por meio da vulva, localizada na linha meioventral.
Os machos podem ter um ou dois testículos (monórquios ou diórquios, respectivamente). Seu aparelho reprodutivo é relativamente simples e compreende um ou dois testículos tubulares contínuos com o vaso deferente. Este se expande posteriormente, para formar a vesícula seminal, a qual se conecta com a cloaca.

### Filo Kinorhyncha
Os Kinorhyncha são dioicos e externamente pouco dimórficos. As gônadas são estruturas saculiformes, situadas entre a musculatura e a epiderme. Nas fêmeas, um par de receptáculos seminais se une aos gonodutos.

### Filo Priapulida
Os Priapulida são dioicos, com fecundação externa, em espécies grandes, e, provavelmente, fecundação interna, em espécies intersticiais.
Nestes animais, as gônadas e os protonefrídios são pares e se conectam a um par de tubos urogenitais, que se abrem em poros, na região posterior do corpo.

### Filo Loricifera
Loricíferos são dioicos e podem apresentar dimorfismo sexual. Os machos e as fêmeas diferem externamente quanto à forma e à quantidade de cerdas escálides. O sistema reprodutivo do macho compreende dois testículos dorsais, na cavidade abdominal do corpo, provavelmente um blastoceloma. O sistema feminino inclui um par de ovários e, provavelmente, em algumas espécies de Nanaloricus, também dois receptáculos seminais. Suspeita-se que a fecundação seja interna. Os loricíferos têm um ou dois pares de protonefrídios monoflagelados, que estão localizados singularmente dentro das gônadas.

### Filo Tardigrada
Os tardígrados, em sua maioria são gonocóricos, porém não raro são observadas espécies hermafroditas. 
Uma única gônada está presente, testículo ou ovário, consistindo em uma bolsa alongada, localizada dorsalmente ao intestino, presa às paredes do corpo por dois ligamentos. A morfologia da gônada varia de acordo com a idade, o sexo, a espécie e a atividade reprodutiva.

### Filo Onychophora
Os onicóforos são, quase sempre, gonocóricos e há claro dimorfismo sexual, as fêmeas geralmente maiores, com maior número de pares de pernas, ou não.
A fertilização ocorre internamente, embora o modo de transmissão de esperma seja amplamente variável.

### Filo Arthropoda
Quase todos os artrópodes são gonocorísticos, e a maioria faz algum tipo de cruzamento formal.

#### Subfilo Chelicerata

##### Classe Pycnogonida
Os integrantes da classe Pycnogonida possuem sexos separados, ou seja, são dioicos. As fêmeas podem ser distinguidas dos machos, através dos apêndices ovígeros muito pouco desenvolvidos, ou pela sua ausência, neste último. A gônada, testículo ou ovário, é  única, em forma de U, localizada no tronco, em cima do intestino.

##### Classe Euchelicerata
Os euquelicerados são gonocorísticos.

###### = Ordem Xiphosura =
Os Xiphosura são dioicos. O macho é menor do que a fêmea, a qual coloca seus ovos sobre os sedimentos costeiros, para serem fertilizados externamente por ele, logo que são depositados. Nos dois sexos, a gônada é uma massa única de tecidos irregularmente modificados. Dois gonodutos estendem-se da  gônada até um par de poros, na linha mediana ventral. O primeiro par de apêndices do opistossomo está localizado sobre os gonóporos, formando um opérculo genital.

###### Subclasse Arachnida
Em relação aos integrantes da subclasse Arachnida, o orifício genital, em ambos os sexos, geralmente, é encontrado no lado ventral do segundo segmento abdominal, ou oitavo do corpo. As gônadas encontram-se no abdome e podem ser únicas ou pares.

#### Subfilo Myriapoda
Os integrantes do subfilo Myriapoda são dioicos, com desenvolvimento direto.

##### Classe Chilopoda
As centopeias fêmeas têm um único ovário alongado, situado acima do trato digestivo, enquanto os machos têm de 1 a 26 testículos, localizados na mesma região. O oviduto une-se aos orifícios de várias glândulas acessórias e a um par de receptáculos seminais imediatamente interno ao gonóporo, que está localizado no segmento genital (segmento sem pernas, à frente do télson). O gonóporo das fêmeas, geralmente, está flanqueado por um par de pequenos apêndices em forma de garras (ou gonópodes), que manipulam as bolsas de espermatozoides do macho. Nos machos, os testículos unem-se aos ductos de várias glândulas acessórias e a um par de vesículas seminais, localizadas perto do gonóporo, que se abrem na superfície ventral dos segmento genital. O gonóporo masculino também está situado entre um par de gonópodes pequenos.

##### Classe Diplopoda
Os milípedes têm um único par de gônadas alongadas, em ambos os sexos. Diferentemente dos quilópodes, as gônadas dos milípedes estão situadas entre o trato digestivo e o cordão nervoso ventral. Os gonóporos abrem-se no terceiro segmento do tronco (genital). Nas fêmeas, cada oviduto abre-se separadamente em um átrio genital (= vulva), localizado perto das coxas do segundo par de pernas. Um sulco na vulva leva a um ou mais receptáculos seminais. Os machos têm um par de pênis, ou gonopófises, também localizados nas coxas do segundo par de pernas.

##### Classe Pauropoda
Nas fêmeas dos paurópodes, um único ovário está situado abaixo do trato digestivo, mas, nos machos, os testículos estão localizados acima do trato digestivo. Assim como ocorre nos milípedes, os gonóporos (um único orifício mediano na fêmea e dois no macho) estão situados no terceiro segmento do tronco.

##### Classe Symphyla
Em relação aos integrantes da classe Symphyla, as gônadas pareadas liberam os gametas por meio dos gonóporos. As aberturas genitais estão localizadas no lado ventral do quarto segmento. 

#### Subfilo Crustacea

##### Classe Remipedia
Os integrante da classe Remipedia são todos hermafroditas simultâneos.

##### Classe Cephalocarida
Os cefalocáridos são todos hermafroditas simultâneos.

##### Classe Branchiopoda
Em geral, os branquiópodes são gonocóricos, embora Triops e Lepidurus (notóstracos), ocasionalmente, possam ter gônada hermafrodita.
Os machos apresentam, geralmente, um par de testículos na hemocele, localizados em ambos os lados do tubo digestório. Um par de ductos deferentes expande-se em poros genitais, localizados no tronco (junto aos toracópodes), abdome ou pós-abdome.
As fêmeas apresentam um par de ovários, tubular ou ramificado, que ladeia o tubo digestório, cada qual com seu oviduto.

##### Classe Ostracoda
Os Ostracoda, em sua maioria, são dioicos. A existência do aparato genital e gonóporo, entre o último par de apêndices e a furca, possibilita a realização de fertilização interna e direta. A fecundação pode ocorrer com a inserção do pênis entre as valvas da fêmea e diretamente no gonóporo.
Os ovários são tubos pares que, em Cypridae e Cytheridae, encontram-se, pelo menos parcialmente, no espaço entre as paredes da valva. Os ovidutos, geralmente, pares, terminam cada um em um receptáculo seminal. Os gonóporos femininos estão localizados ventralmente, entre o último par de apêndices e a extremidade caudal do tronco.
Os testículos constam geralmente de quatro longos tubos, frequentemente enrolados, que se encontram no interior das valvas. Os ductos espermáticos pares terminam, cada um, em um ducto ejaculatório, que se abre entre ou através de um dos dois grandes pênis esclerotizados, que se projetam ventralmente, na frente da furca caudal.

##### Classe Maxillopoda
Nos Maxillopoda, ocorre tanto gonocorismo como hermafroditismo entre seus grupos. O sistema genital dos machos consiste em glândulas pares, ductos ou vasos deferentes e aberturas genitais ventrais, no segmento genital. Modificações podem existir, como, por exemplo, apenas uma glândula com um único ducto. A fêmea apresenta, geralmente, um ovário, localizados no primeiro segmento pedígero. O oviduto estende-se ao longo do prossomo, até o segmento genital, no qual há uma cavidade genital, que atua como receptáculo seminal e apresenta a abertura, ou gonóporo, protegida por um opérculo, designado como o 6° par de pernas reduzido. Esta abertura é par e localiza-se lateralmente ou laterodorsalmente. Na maioria das fêmeas, existe apenas um único poro copulatório, o qual está localizado medianamente, na porção ventral do segmento genital.

##### Classe Malacostraca
Os Malacostraca, em sua maioria são gonocóricos, com alguns representantes hermafroditas. Os gonóporos femininos estão sempre localizados no sexto segmento torácico e os masculinos, no oitavo.
Nos decápodes, os testículos são pares e, geralmente, encontram-se no tórax, mas podem estender-se para trás, até a parte anterior do abdome. Os ovários são similares aos testículos, em estrutura e localização. Os ovidutos, geralmente, não estão modificados e se abrem nas coxas. 
Nos isópodes, as gônadas são pares e separadas. Os ductos espermáticos masculinos abrem-se no esterno do segmento genital, por meio de papilas separadas ou unidas. Os gonóporos femininos também têm aberturas medianas pares esternais e cada oviduto está dilatado basalmente, formando receptáculo seminal. 
Nos anfípodes, as gônadas são pares e tubulares. Os gonóporos masculinos se abrem na extremidade de um par de longas papilas peniais, no esterno do último segmento torácico, e os ovidutos femininos se abrem nas sextas coxas torácicas. 

#### Subfilo Hexapoda
A maior parte dos hexápodes são gonocóricas, e a reprodução depende de cópula e inseminação diretas. 
O sistema reprodutor consiste em pares de gônadas, ovários na fêmea e testículos no macho; pares de glândulas e pares de gonodutos. Na região mediana, aparece um ducto único, derivado de uma invaginação do tegumento, que forma a câmara genital, na fêmea, e o ducto ejaculório no macho.
Na fêmea, cada ovário compreende uma série de ovaríolos, cujo número varia de um, como em certos afídeos ou na mosca vivípara Hippobosca, até mais de mil, como acontece em alguns cupins. Cada ovaríolo está dividido em diversas zonas.
O sistema reprodutor do macho consiste em um par de testículos, localizado no abdome. Cada testículo tem uma série de tubos espermáticos, cujo número varia muito nos diferentes grupos. Cada tubo está constituído por envoltório epitelial, que se apoia na lâmina basal. O tubo mostra uma sucessão de zonas, nas quais as células reprodutoras encontram-se em estágios diferentes de desenvolvimento.

### Filo Echinodermata
A maioria dos equinodermos é gonocorística, mas também existem espécies hermafroditas. O sistema reprodutivo é relativamente simples e está diretamente relacionado com os derivados celômicos. Em geral, as gônadas ficam abrigadas dentro de seios genitais, revestidos por peritônio.